# Кузнецова, Ольга Геннадьевна
О́льга Генна́дьевна Кузнецо́ва (в девичестве — Клочнева; род. 17 ноября 1968, Куйбышев, СССР) — советская и российская спортсменка — стрелок из пневматического пистолета. Чемпионка Олимпийских игр 1996 года. Заслуженный мастер спорта России (1996).

## Спортивная карьера
В стрельбу Ольга Кузнецова пришла в довольно позднем возрасте. Окончив музыкальное училище, она решила попробовать свои силы в стрельбе и уже через год она выполнила норматив мастера спорта по стрельбе. А через три года Кузнецова становится чемпионкой мира в командном первенстве в составе сборной СССР. Но попасть в состав сборной на Олимпийские игры 1992 года в Барселону Ольге не удалось.
Дебют на Олимпийских играх для Ольги Кузнецовой состоялся в 1996 году в Атланте. В соревнованиях по стрельбе из пневматического пистолета с 10 метров она довольно неожиданно для всех в упорной борьбе опередила свою соотечественницу Марину Логвиненко и сильную болгарку Марию Гроздеву и стала олимпийской чемпионкой.
Через четыре года на Олимпийских играх в Сиднее Кузнецова решила принять участие в двух дисциплинах. В соревнованиях из пневматического пистолета с 10 метров Ольга прошла в финал, но не смогла там составить достойную конкуренцию и завершила выступления на 7-м месте. На дистанции 25 метров Кузнецова осталась за пределами первой десятки, оставшись на 15-м месте.
В 2004 году на Олимпийских играх в Афинах Кузнецова вновь выступала только в пневматическом пистолете с 10 метров. По результатам квалификации российской спортсменке не хватило всего одного очка, чтобы попасть в финальный раунд. В итоге Кузнецова заняла 9 место.
На игры в Пекине Кузнецова не смогла отобраться, пропустив вперед Светлану Смирнову и Наталью Падерину. После неудачной попытки попасть на игры Кузнецова приняла решение не завершать карьеру и продолжила подготовку к национальному отбору на Олимпийские игры 2012 года в Лондоне. По решению старшего тренера сборной команды А. С. Егрищина, на этих Олимпийских играх ей так же не было суждено выступить.
Работает тренером в Самаре.

## Статистика участия в Олимпийских играх
| Игры        | Возраст | Город   | Дисциплина | Соревнование                                 | Команда | NOC | Место | Медаль |
| ----------- | ------- | ------- | ---------- | -------------------------------------------- | ------- | --- | ----- | ------ |
| 1996 Летние | 27      | Атланта | Стрельба   | пневматический пистолет (женщины), 10 метров | Россия  | RUS | 1     | Золото |
| 2000 Летние | 31      | Сидней  | Стрельба   | пневматический пистолет (женщины), 10 метров | Россия  | RUS | 7     |        |
| 2000 Летние | 31      | Сидней  | Стрельба   | скоростной пистолет (женщины), 25 метров     | Россия  | RUS | 15T   |        |
| 2004 Летние | 35      | Афины   | Стрельба   | пневматический пистолет (женщины), 10 метров | Россия  | RUS | 9     |        |

## Личная жизнь
Муж — Владимир Кузнецов, сын — Олег.
Образование — окончила Куйбышевское музыкальное училище (1987), Самарский педагогический университет (1996), Самарская академия государственного и муниципального управления (2012).

## Государственные награды
- Орден Дружбы (6 января 1997 года) — за заслуги перед государством и высокие спортивные достижения на XXVI летних Олимпийских играх 1996 года[5].